# Лазарев, Александр Николаевич
Алекса́ндр Никола́евич Ла́зарев (род. 5 июля 1945, Москва) — советский и российский дирижёр. Народный артист РСФСР (1982). Лауреат Государственной премии РСФСР имени М. И. Глинки (1986).

## Биография
А. Н. Лазарев родился 5 июля 1945 года в Москве. Учился в музыкально-педагогическом училище имени Октябрьской революции по классу баяна, в 1963–1964 годах в МГПИ имени Гнесиных. В 1964–1967 годах проходил службу в рядах Советской Армии. В 1967 году поступил в ЛГК имени Н. А. Римского-Корсакова (класс дирижирования И. Э. Шермана). В 1967–1975 годах обучался в МГК имени П. И. Чайковского и аспирантуре у Л. М. Гинзбурга. В 1971 году получил первую премию Третьего Всесоюзного конкурса дирижёров. В 1972 году выиграл первую премию и золотую медаль на конкурсе Герберта фон Караяна в Западном Берлине.
В 1973 году приглашён на работу в Большой театр. 7 апреля 1974 года под управлением А. Н. Лазарева в постановке Б. А. Покровского в Большом театре была представлена первая постановка оперы «Игрок» С. С. Прокофьева на русском языке (2-я редакция). В 1987–1995 годах Александр Лазарев был главным дирижёром и художественным руководителем Большого театра. Руководил многими оперными постановками тех лет. В видеозаписях сохранились, например, его исполнения «Млады» Николая Римского-Корсакова, «Жизнь за царя» Глинки, «Бориса Годунова» Мусоргского, «Орлеанской девы» Чайковского.
Одновременно с работой в Большом театре Лазарев в 1992–1995 годах занимал пост приглашенного дирижёра Симфонического оркестра Би-Би-Си. В 1988–1993 годах — главный дирижёр Дуйсбургского симфонического оркестра (ныне Дуйсбургский филармонический оркестр). В 1994 году стал  приглашённым дирижёром Королевского шотландского национального оркестра, а в 1997–2005 годах возглавлял его. В 2008–2011 годах — руководитель Японского филармонического оркестра.
В 2015 году Лазарев после долгого перерыва вновь осуществил оперную постановку в России — «Хованщину» Модеста Мусоргского в Музыкальном театре Станиславского в Москве. За ней в 2016 году последовали оперы Сергея Прокофьева «Любовь к трём апельсинам» и Петра Чайковского «Пиковая дама».

## Семья
- супруга (с 1968 года) Тамара Павловна Лазарева — пианистка.
- дочь Татьяна Александровна Лазарева (род. 1977) — российский историк искусства, теоретик, педагог.

## Награды и премии
- Орден «За заслуги перед Отечеством» IV степени (6 декабря 2010 года) — за большой  вклад в развитие отечественного музыкального искусства и многолетнюю творческую деятельность[3].
- Командор ордена «За заслуги перед Итальянской Республикой» (26 мая 2004 года, Италия)[4]
- Народный артист РСФСР (2 июля 1982 года) — за заслуги в области советского музыкального искусства[5]
- Заслуженный артист РСФСР (25 мая 1976 года) — за заслуги в развитии советского искусства и в связи с 200-летием Государственного академического Большого театра СССР[6].
- Государственная премия РСФСР имени М. И. Глинки (1986) —  за спектакли и концертные программы ГАБТ (1983—1985).
- премия Ленинского комсомола (1977) — за большой вклад в развитие советского оперного искусства.